# Cayo Genucio Clepsina
Cayo o Gayo Genucio Clepsina  fue un político romano, cónsul en el año 276 a. C. con Quinto Fabio Máximo Gurges, año en que Roma fue asolada por una grave peste, y una segunda vez en 270 a. C. con Cneo Cornelio Blasión.